# Continental (Ohio)
Pour les articles homonymes, voir Continental.
Continental est un village américain situé dans le comté de Putnam, dans l'Ohio. Selon le recensement de 2010, sa population est de 1 153 habitants.